# Morafenobe
Morafenobe è una città e comune del Madagascar situata nel distretto di Morafenobe, regione di Melaky. 
La popolazione del comune rilevata nel censimento 2001 era pari a 118 710 unità.